# Javier Araguz Castrodeza
Javi Araguz (Barcelona, 1982) és un escriptor català especialitzat en novel·la Juvenil. La seva formació en diverses disciplines artístiques, com la il·lustració, el disseny gràfic i la cinematografia, l'han proveït d'un estil narratiu propi. Un estil molt pròxim a la generació que va créixer, com ell, amb l'anime japonès, els còmics i els videojocs. Els recursos audiovisuals, la descripció i els diàlegs predominen en al seu estil amb la intenció de crear un món imaginatiu i dinàmic pel lector. Va començar a escriure La tierra de Alidra, la primera novel·la de la trilogia fantàstica El mundo de Komori, amb tan sols 18 anys. La seva passió per explicar històries l'ha endut a escriure molts llibres més. Fou finalista del I Premio de Literatura Infantil y Juvenil As de Picas 2009. Amb la seva parella Isabel Hierro ha escrit diversos llibres a quatre mans.

## Obra
- El mundo de Komori, vol. 1 : la tierra de Alidra (Marenostrum, 2007).
- El mundo de Komori, vol. 2 : el príncipe de los gatos (Marenostrum, 2008).
- El mundo de Komori, vol. 3 : la guerra de los vientos (Marenostrum, 2010).
- Misterios subterráneos (Hidra, 2010).
- La Estrella (amb Isabel Hierro, Viceversa, 2011).
- La soledad de los objetos (antologia 20 relatos del fin del mundo, Otros Mundos, 2013).
- El abordaje amb Isabel Hierro, (antologia Steam Tales, DLorean Editorial, a2013).
- Desterrado (amb Isabel Hierro, antologia Sueños, Otros Mundos, 2015).
- Un caramelo para Marie (amb Isabel Hierro, antología Chikara, Editorial Tomodomo, 2016).
- Borealia (amb Isabel Hierro, Astronave, 2018).
- Borealia 2: Entre dos mundos (amb Isabel Hierro, Astronave, 2018).
- Borealia 3: Salto al multiverso (amb Isabel Hierro, Astronave, 2019).
- Kiruna amb Isabel Hierro (amb Isabel Hierro, Fiction Express, 2019).
- El desván de la abuela Olimpia (amb Isabel Hierro, Fiction Express, 2020).
- Mi canción favorita amb Isabel Hierro (amb Isabel Hierro, Fiction Express, 2021).
- El destino inevitable de Arlène Rêvetruite (La Galera, 2021).
- Fronteras de cristal (amb Isabel Hierro, Fiction Express, 2022).
- Manual extraterrestre para no meter la pata (amb Isabel Hierro, Fiction Express, 2022).
- Madriguera (amb Isabel Hierro, Fiction Express, 2024).
- ¡Gulicioso! (amb Isabel Hierro, Fiction Express, 2025).